# Hubert Holzschneider
Hubert Holzschneider (* 1849; † 1928) war deutscher Arzt und Kommunalpolitiker.
Holzschneider war in seiner Praxis in der damaligen selbstständigen Gemeinde Cronenberg (heute Stadtteil von Wuppertal) von 1874 bis 1924 als Arzt und Sanitätsrat tätig. Neben seiner Tätigkeit war er Armen- und Polizeiarzt. Weiter war er Mitglied der Ärztekammer der Rheinprovinz und Ehrenmitglied des Bergischen Ärztevereins und machte sich in der Arbeit beim Deutschen Roten Kreuz sehr verdient.
Politisch war er tätig von 1888 bis 1920 als Beigeordneter und ab 1889 als Stadtverordneter, außerdem war er Mitglied des Kreistages des Kreises Mettmann. Von 1895 bis 1927 war er Vorsitzender des Gewerbegerichts.
Am 25. Juli 1924 erhielt er die Ehrenbürgerschaft der Stadt Cronenberg. Sein Grab liegt auf dem Friedhof Solinger Straße. Im Jahr 1935 wurde eine Straße in Cronenberg nach ihm benannt.